# Ella Sykesová
Ella Sykesová nebo Ella Constance Sykesová (nepřechýleně Ella Sykes; 11. listopadu 1863 – 23. března 1939) byla cestovatelka, fotografka a spisovatelka ze Spojeného království.

## Životopis
Sykesová se narodila v obci Stoke poblíž Plymouthu v roce 1863. Její rodiče byli armádní kaplan rev. William Sykes (* 1829) a jeho manželka Mary, dcera kapitána Anthonyho Olivera Moleswortha z Royal Artillery, pocházející od Roberta Moleswortha, 1. vikomta Moleswortha. Její otec byl čestným kaplanem královny Viktorie. Její sestra Ethel Sykesová byla rovněž spisovatelkou a jejich jediný bratr Percy Sykes se stal brigádním generálem, diplomatem a spisovatelem. Její otec William byl druhým synem Richarda Sykese z Edgeley House, Stockport, vlastníka společnosti Sykes Bleaching Company ; Percy Sykes byl tedy synovcem Richarda Sykese, hráče ragby, který zakládal města v Americe, a bratrancem sira Alana Sykese, 1. baroneta, který byl poslancem za Knutsford v anglickém hrabství Cheshire.
Získala vzdělání na Plymouth High School a poté na internátní škole Royal School for Daughters of Officers of the Army ve městě Bath. Poté v roce 1881 nastoupila na tehdy nově otevřenou univerzitu v Oxfordu pro ženy Lady Margaret Hall a v roce 1883 odešla. Její sestra, která měla téměř totožné vzdělání, odešla v roce 1884.
Měla dostatečné množství peněz, takže nepotřebovala pracovat. V roce 1894 byl její bratr Percy pověřen zřízením konzulátů v Kermanu a Balúčistánu a pozval ji, aby přijela. Strávili dva roky cestováním. Když se vrátila, využila své zkušenosti a napsala knížku Through Persia on a Side-Saddle, která vyšla v roce 1898.

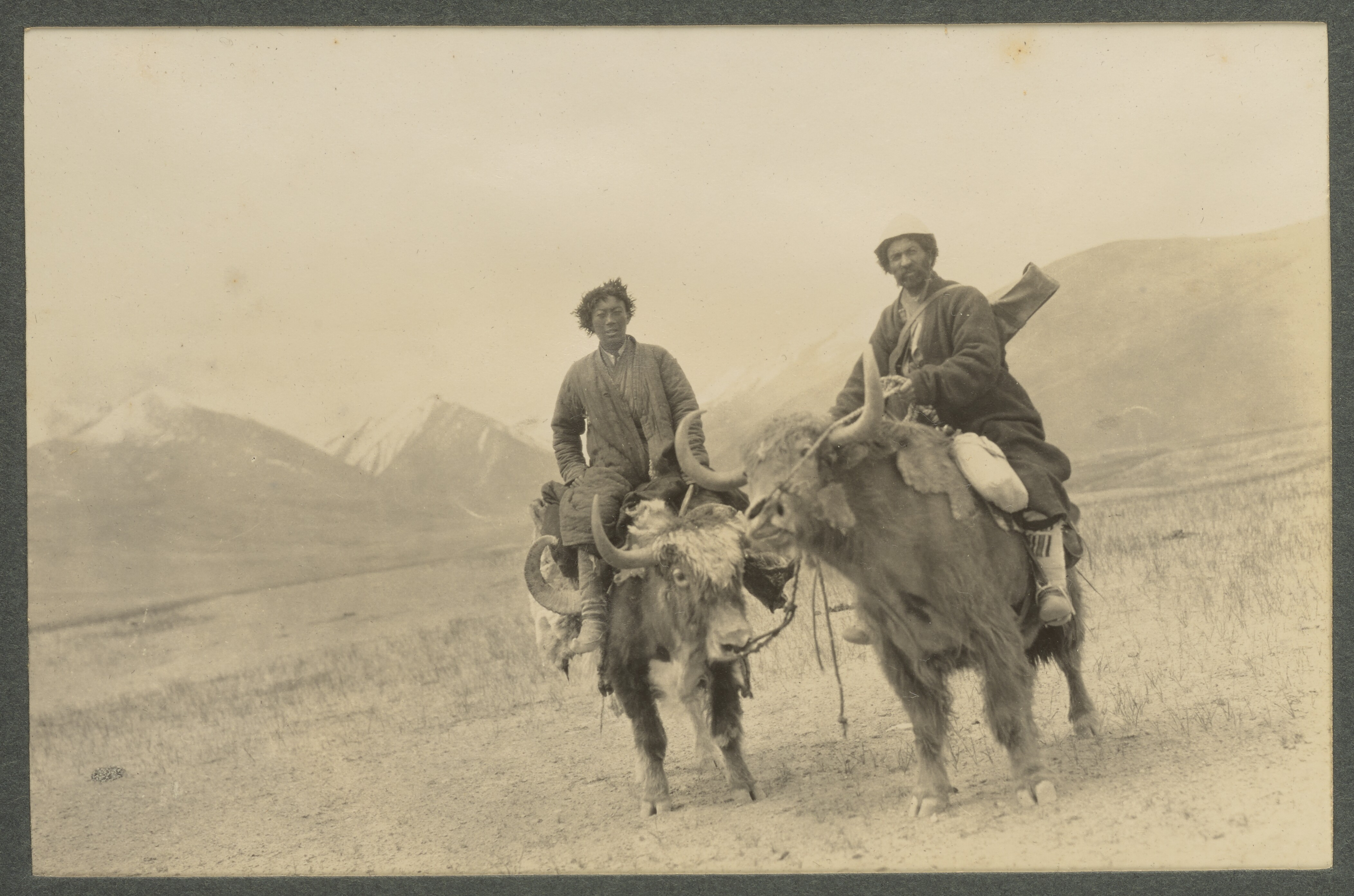
Dva muži na jacích - ilustrace z knihy Through Deserts and Oases of Central Asia (Přes pouště a oázy střední Asie)

Během cesty také fotografovala a vyšlo album fotografií, ale všechny zde publikované pořídil její bratr.
V roce 1915 se znovu vydala doprovázet svého bratra. Byl požádán, aby se stal dočasným konzulem nahrazujícím sira George Macartneyho v Kašgaru, zatímco si on a Catherine Macartney vzali dovolenou. Museli cestovat do Taškentu a pak pokračovat na ponících přes průsmyky 12 000 stop nad mořem, aby našli Kašgar v Turkestánu. Cesta jim trvala přes měsíc. Zatímco tam byli, cestovali na některých místech dále, byl to průzkum. Byla první Britkou, která prošla průsmykem „Katta Dawan“, který byl vysoký 13 000 stop. Jejich cesta domů trvala také měsíc a tyto cesty byly zaznamenány na fotografiích. V roce 1920 vydala se svým bratrem Percym publikaci Through Deserts and Oases of Central Asia (Po pouštích a oázách Střední Asie).
Sykesová zemřela ve svém domě v Londýně v roce 1939.

## Galerie
Fotografie z jejich společných cest, které pořídil její bratr Percy Sykes.

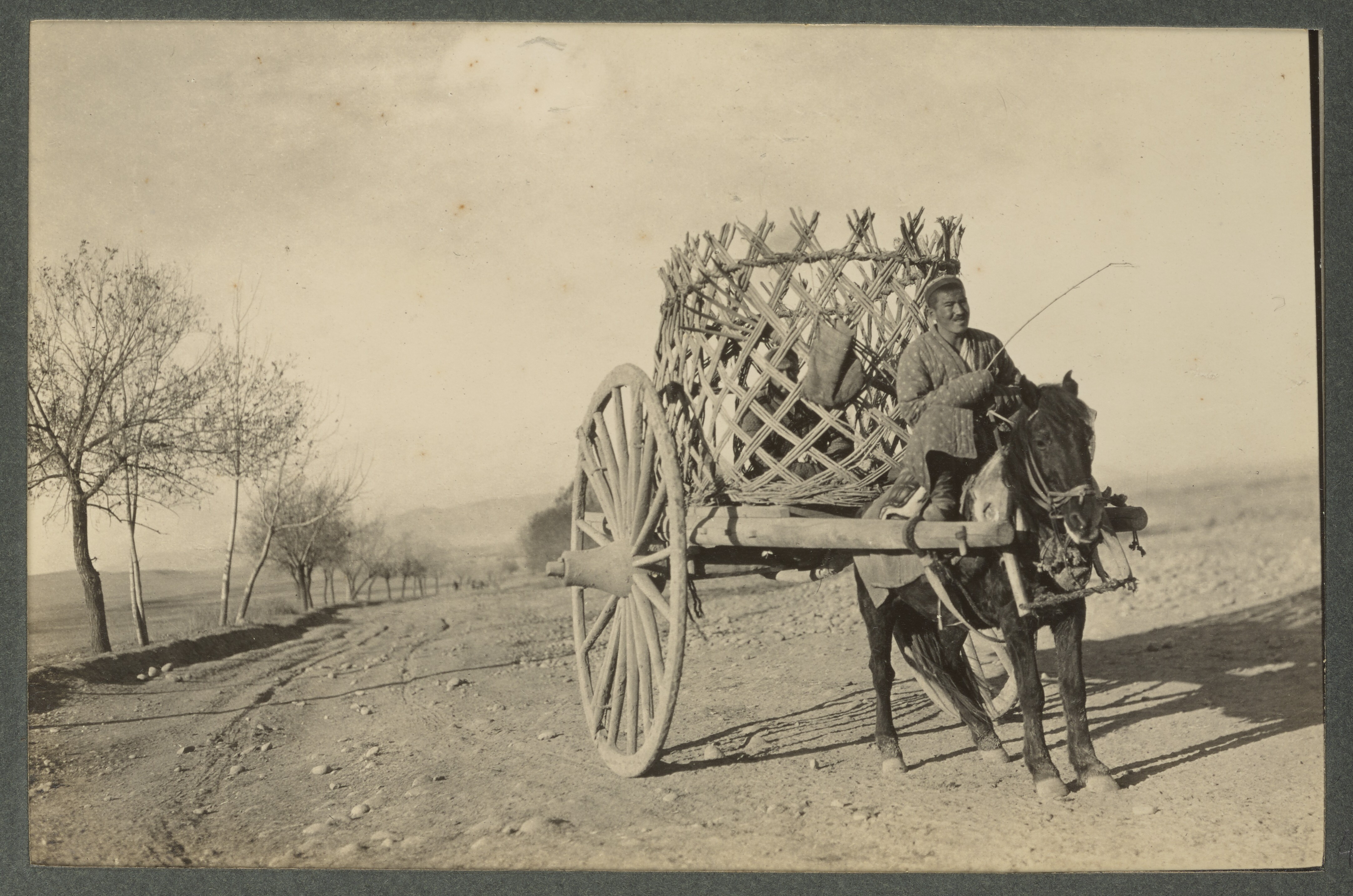
A cart in the Osh oasis
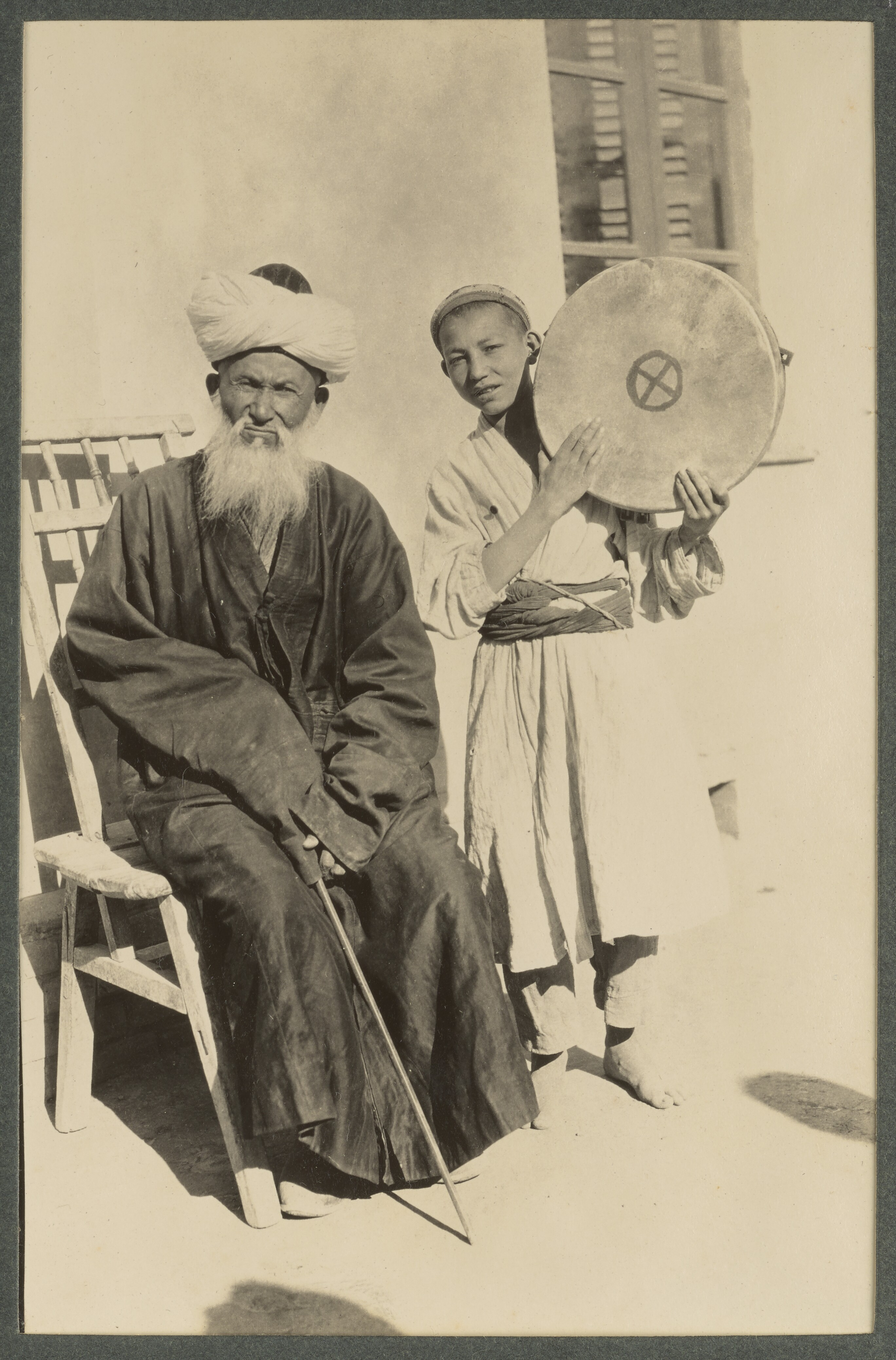
A Soothsayer
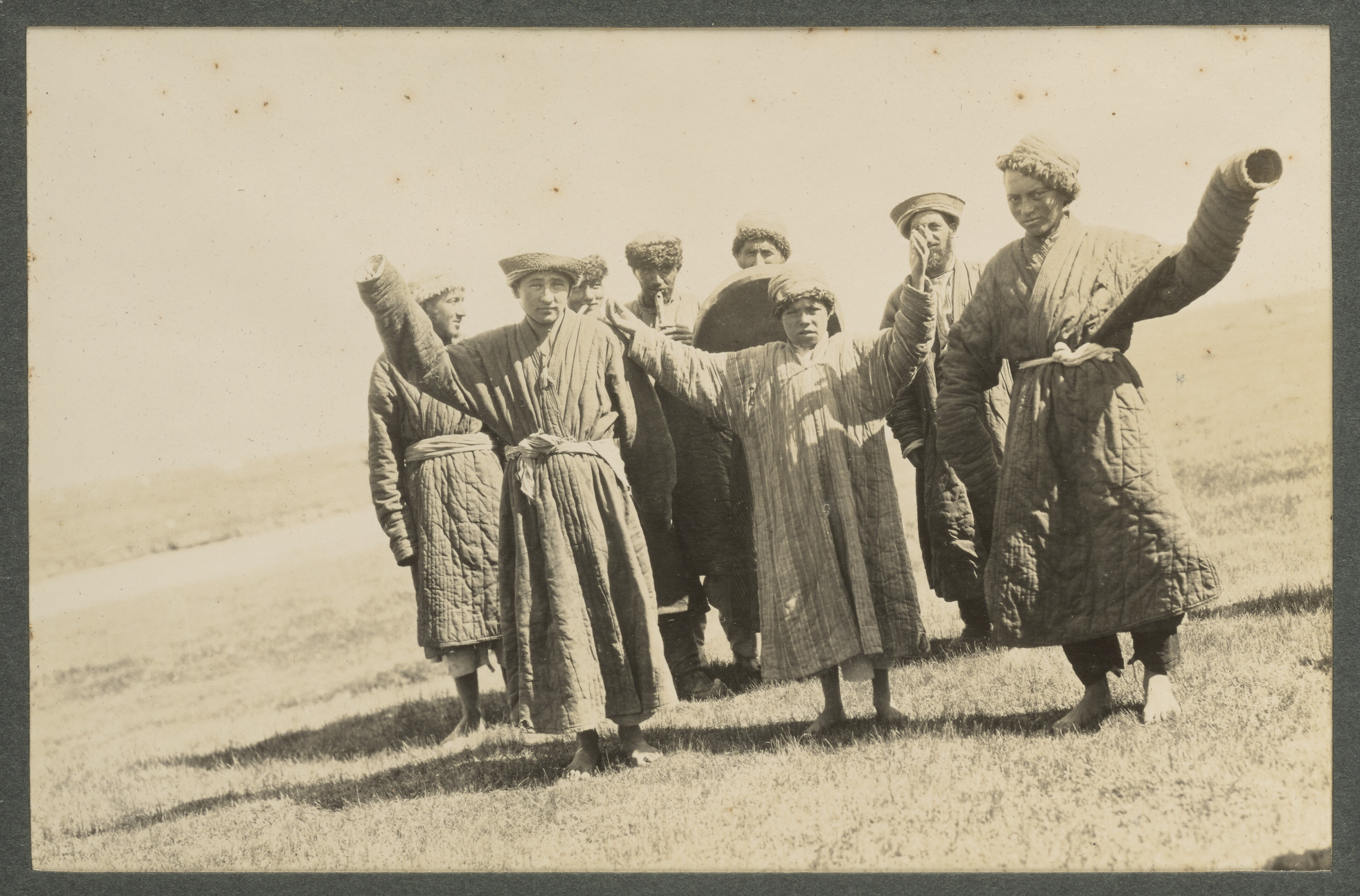
Sarikoli Dancers
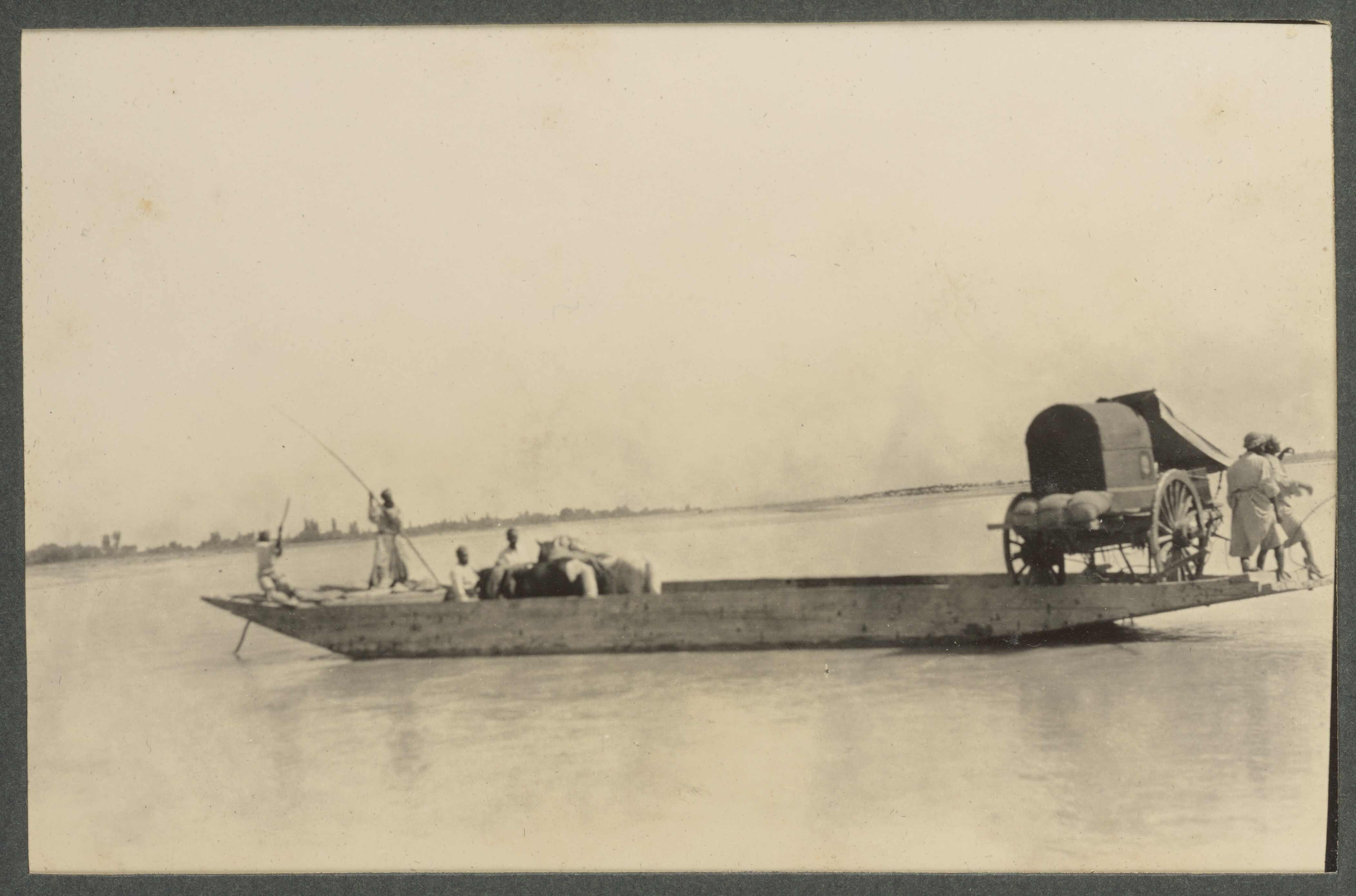
A Ferry on the Yarkand River
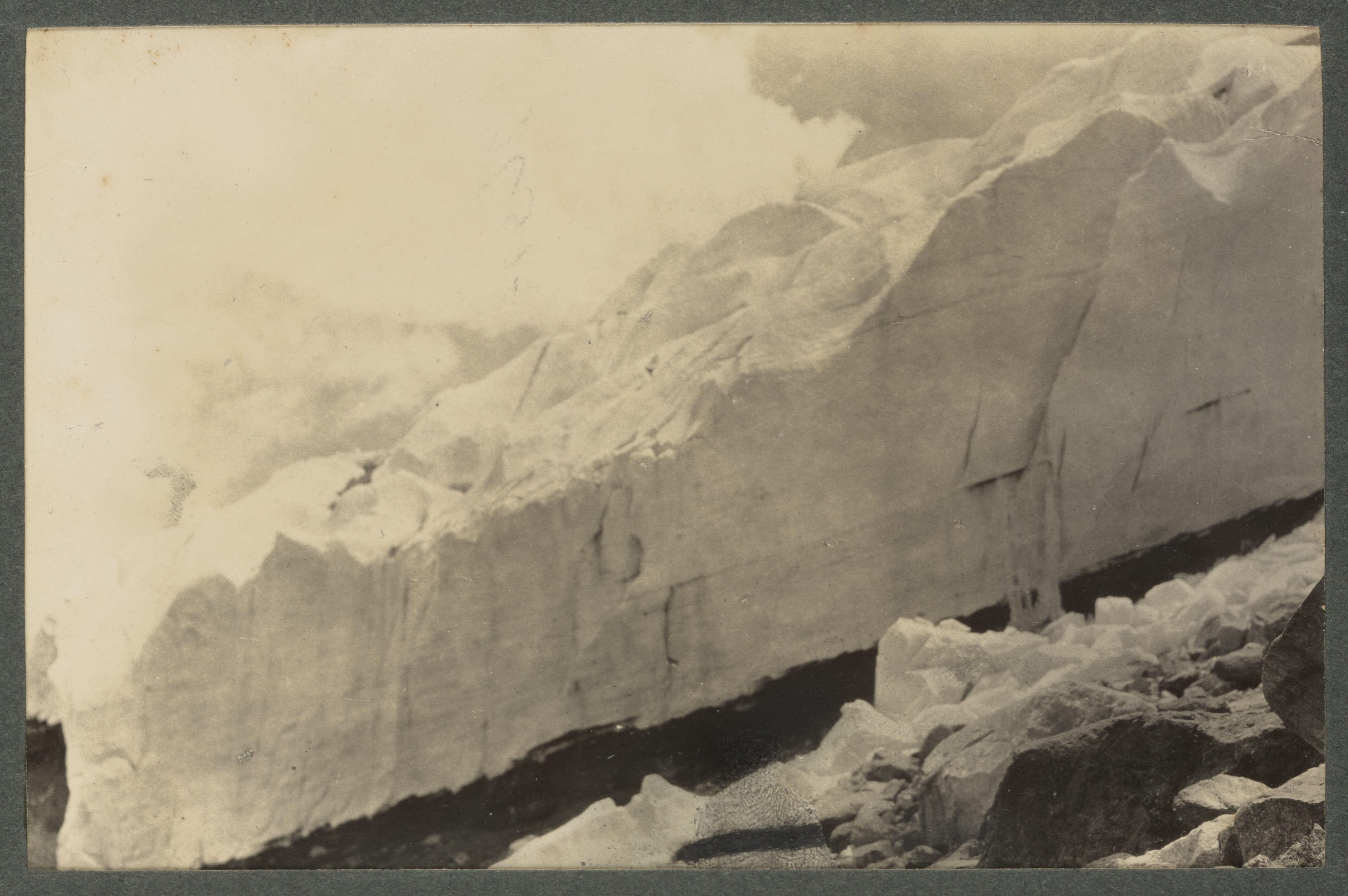
A Glacier from the Muztagh Ata
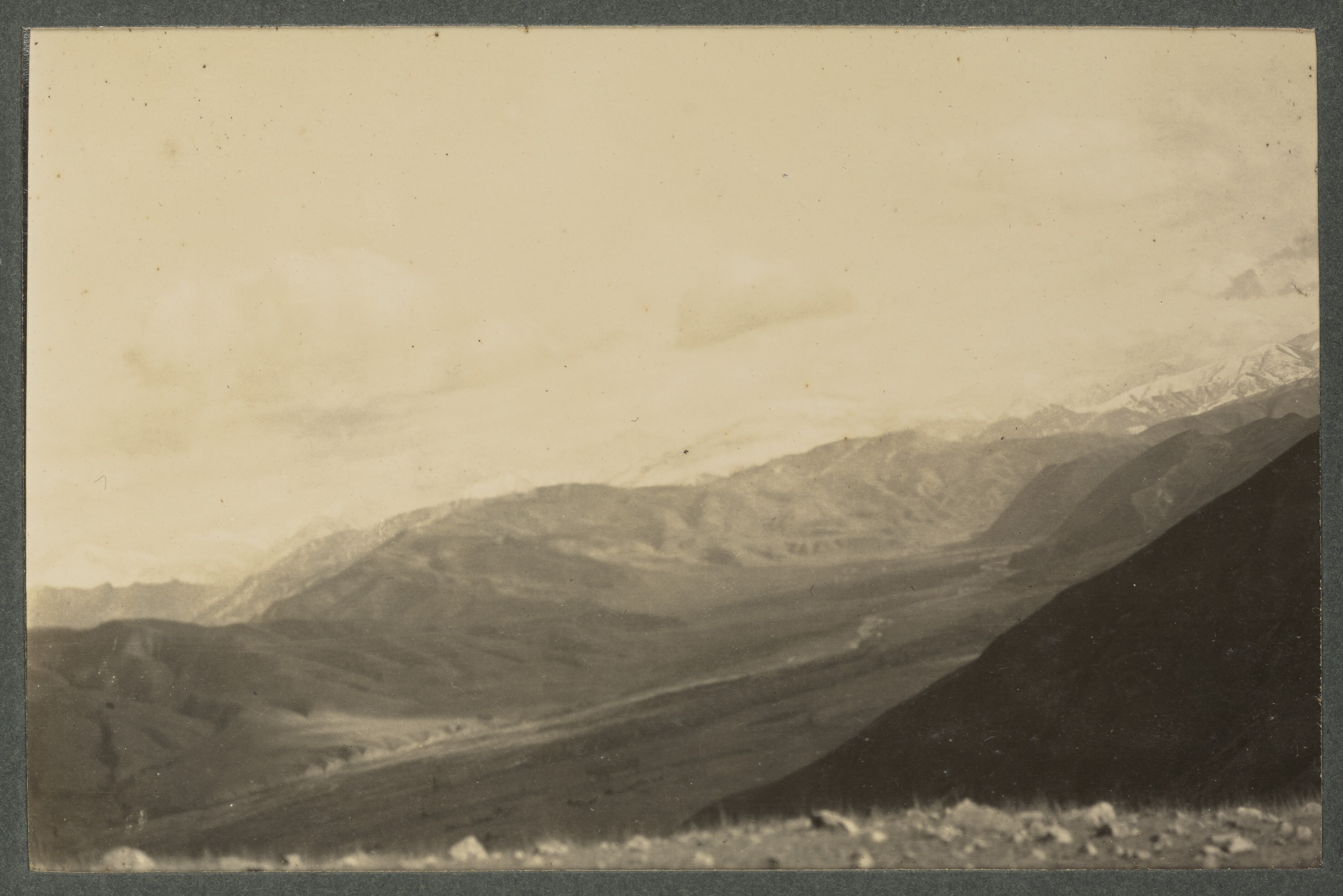
The Tian Shan range from the West
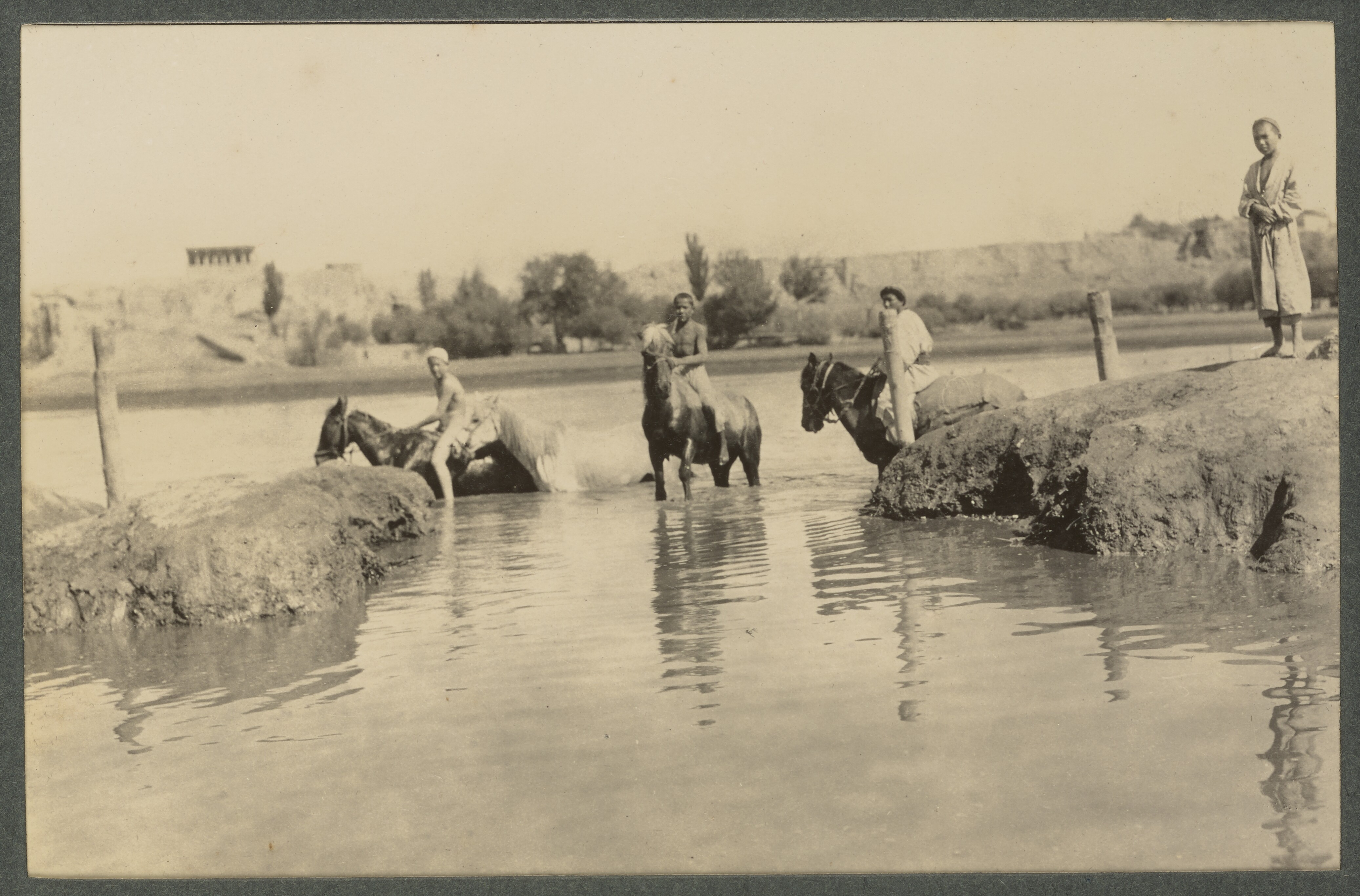
The Tuman Su at Kashgar
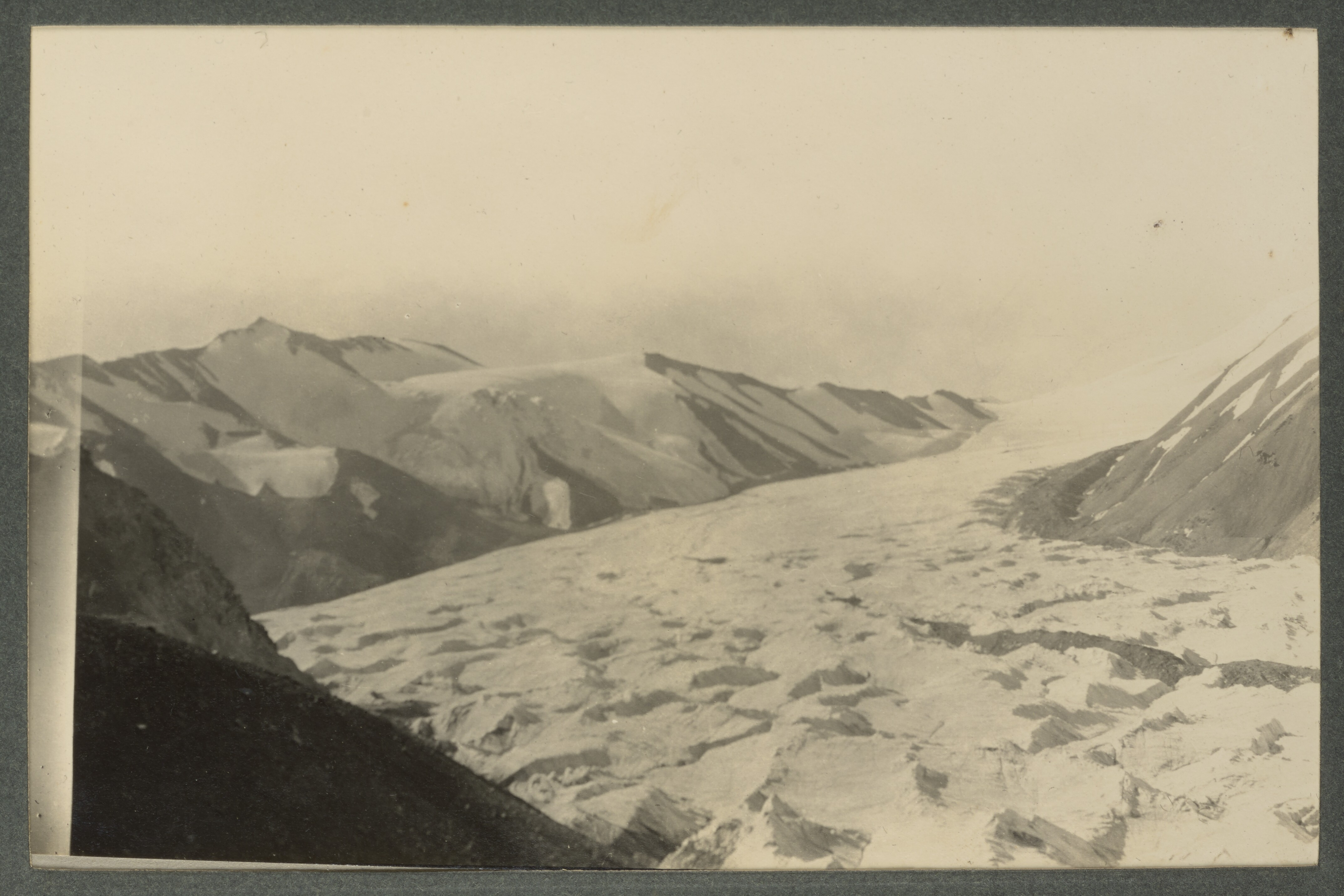
The Ulugh Art Glacier